# Stazione di Firenze Rifredi
Stazione di Firenze Rifredi vasútállomás Olaszországban, Firenze településen.

## Vasútvonalak
Az állomást az alábbi vasútvonalak érintik:
- Firenze–Lucca-vasútvonal
- Pisa–Firenze-vasútvonal
- Bologna–Firenze-vasútvonal
- Firenze–Róma nagysebességű vasútvonal

## Kapcsolódó állomások
A vasútállomáshoz az alábbi állomások vannak a legközelebb:
- Stazione di Firenze Santa Maria Novella (Stazione di Firenze Santa Maria Novella, Bologna–Firenze-vasútvonal)
- Stazione di Firenze Castello (Stazione di Bologna Centrale, Bologna–Firenze-vasútvonal)
- Stazione di Firenze Cascine (Stazione di Pisa Centrale, Pisa–Firenze-vasútvonal)
- Stazione di Firenze Statuto (Stazione di Firenze Campo di Marte, Firenze–Róma-vasútvonal)
- Stazione di Le Piagge (Stazione di Pisa Centrale)